# フロベールの鸚鵡
『フロベールの鸚鵡』（フロベールのおうむ、英:Flaubert's Parrot）は、1984年に発表されたジュリアン・バーンズの小説。フランス文学の巨匠ギュスターヴ・フロベールの遺品を巡る、ポストモダン的な仕掛けに満ちた作品である。
語り手ジェフリー・ブレイスウェイトは退職した老年のイギリス人医師であり、フロベールに関する著作を執筆しようと計画している。語り手はフロベールの遺品を訪ねて彼の故郷ルーアンに滞在し、フロベールの父の病院跡を利用したフロベール博物館で剥製の鸚鵡を見る。これはフロベールが短編「純な心」（『三つの物語』所収）を執筆する際、作中に登場する鸚鵡「ルウルウ」のモデルとするためにルーアンの博物館から借り受けたものである。語り手はフロベールと鸚鵡との関係について思いを馳せるが、しかしその数日後、フロベールの住居のあったクロワッセの遺品展示室でも、ルウルウのモデルだという剥製の鸚鵡を見つける。いったいどちらの鸚鵡が本物なのかと疑問を抱いた語り手は、真相を知るために専門家へ手紙を送る。
作品は15の章に分かれており、上記のフロベールと鸚鵡との関係についての語り手の随想や思索を軸に、また多数の引用を散りばめながら、年譜の形を取ったり、小博物誌や『紋切型辞典』のパロディであったり、法廷弁論を模してフローベールを擁護してみたり、試験問題の形式にしたりという風に章ごとに語りの形式を変え、小説らしい筋を逸脱してフロベールにまつわる様々な事柄を綴っていく。
バーンズの3作目にあたる小説であり、バーンズはこの作品で1984年度ブッカー賞にノミネートされた他、1985年度ジェフリー・ウェイバー記念賞、1986年度メディシス賞外国小説部門、1987年度グーテンベルク・ベスト・エッセー賞（後2つはフランス）を受賞している。